# Carlos Simões
Pour les articles homonymes, voir Simões (homonymie).
Carlos Simões, de son nom complet Carlos António Fonseca Simões, est un footballeur portugais né le 28 juillet 1951 à Coimbra. Il évoluait au poste de défenseur central.

## Biographie

### En club
Carlos Simões joue dans les clubs de l'Académica de Coimbra, du FC Porto et du Portimonense,,.
Il dispute un total de 340 matchs en première division portugaise, inscrivant quatre buts. Il est champion du Portugal à deux reprises avec le FC Porto en 1978 et 1979.
Participant aux compétitions européennes, il dispute six matchs en Coupe d'Europe des clubs champions, 21 matchs en Coupe de l'UEFA, et enfin six en Coupe des coupes. Il est notamment quart de finaliste de la Coupe des coupes en 1978 puis en 1982 avec Porto.

### En équipe nationale
International portugais, il reçoit 13 sélections en équipe du Portugal entre 1979 et 1981, pour aucun but marqué.
Il joue son premier match en équipe nationale le 1er novembre 1979 contre la Norvège dans le cadre des éliminatoires de l'Euro 1980 (victoire 3-1 à Oeiras). 
Il dispute six matchs de qualifications pour la Coupe du monde 1982. 
Son dernier match a lieu le 16 décembre 1981 contre la Bulgarie en amical (défaite 2-5 à Haskovo).

## Palmarès
Avec l'Académica de Coimbra :
- Vainqueur du Champion du Portugal D2 en 1973

Avec le FC Porto :
- Champion du Portugal en 1978 et 1979
- Vainqueur de la Coupe du Portugal en 1977
- Vainqueur de la Supercoupe du Portugal en 1981